# ニコライ・ミャスコフスキー
ニコライ・ヤコヴレヴィチ・ミャスコフスキー（ロシア語: Никола́й Я́ковлевич Мяско́вский, ラテン文字転写: Nikolai Yakovlevich Myaskovskii, 1881年4月20日（ユリウス暦では4月8日） - 1950年8月8日）は、ロシアの作曲家である。ベートーヴェン以降の作曲家としてはきわめて異例の27曲もの交響曲を作曲したことで有名。これらの作品は最近まであまり日の目を見ることは無かったが、近年再評価が進んでいる。

## 生涯

### 初期：学生時代まで
ワルシャワ近郊のノルヴォゲオルギイェフスクに生まれ、10代でサンクトペテルブルクに移る。軍人の家庭に生まれながら音楽の道に進むように励まされていたものの、軍務を退役してからようやく1906年にペテルブルク音楽院に進んだ。そこでプロコフィエフと同級となり、生涯にわたる親交を結ぶ。
プロコフィエフとは教官リャードフに対する嫌悪感で意気投合し、ミャスコフスキーはリャードフがグリーグを嫌っていたというので、在学中に作曲した《弦楽四重奏曲第3番》の終楽章に、グリーグの主題による変奏曲を書いている（《弦楽四重奏曲第3番》の番号は出版社が付けたので、3番目に完成された四重奏曲というわけではない）。
音楽院在籍中にプロコフィエフと1度ならず共作を行い、そのうちほとんど散逸した交響曲の断片は、後にプロコフィエフの《ピアノ・ソナタ第4番》の緩徐楽章の素材となった。また、ミャスコフスキーやプロコフィエフ作品（ピアノ・ソナタ第3番と第4番）に見られる「古いノートから」と題された楽曲は、この時期にまで素材をさかのぼることができる。ミャスコフスキーは1908年に《交響曲第1番ハ短調》作品3（1921年改訂）を書き上げ、音楽院の卒業制作とした。1914年の《交響曲第3番》はスクリャービンに影響されている。特にこの中の葬送行進曲には、ミャスコフスキーには珍しい要素をいくつか見出すことができる。
第一次世界大戦に従軍し、大戦中の困窮によってシェルショック（戦争神経症の一種）に陥るが、快癒する間に2つの対照的な作品を手懸けた。それが《交響曲第4番ホ短調》作品17と《交響曲第5番ニ長調》作品18である。それからの数年間は、発展と転換の時期であった。父親は1918年または1919年の冬、列車を待っている間に元皇帝派一派の一人として赤軍兵士に射殺されたが、ミャスコフスキー自身は1917年から1921年まで赤軍に仕え、後にモスクワ音楽院の教員に任用され、ソ連作曲家同盟の会員にも選ばれた。

### 中期：作風の変遷
1921年から1933年までの間は、ミャスコフスキーが作曲に対して最も実験的だった時期であり、《交響曲 第10番 ヘ短調》や《交響曲 第13番》、《ピアノ・ソナタ第4番》、《弦楽四重奏曲 第1番》のほか、和声法が非常に大きく拡張された、ピアノのためのいくつかの組曲のような作品が完成された。おそらく最も実験的だったのは、中でも《交響曲 第13番》で、これは単一の、おぼろげで風変わりな楽章で作曲され、フガートで締め括られる。また、作曲者自身がアメリカ初演を行なった唯一の作品でもあった。
ちなみに、《第1番》から《第4番》までの弦楽四重奏曲は、作品33と番号付けされているが、《第3番 ニ短調》と《第4番 ヘ短調》は、1900年代末期の作品を1930年代半ばに改訂したものであり、最初の2つと違って新作というわけではない。したがってこれら4曲の作曲様式はかなり異なっている。いずれにせよこれらの作品が、非常に高水準の職人芸に支えられて出来ていることは間違いない。
《交響曲 第6番》（1921年 - 1923年作曲）は唯一の合唱交響曲であり、27ある交響曲のうちで最長の作品である。1947年に改訂され、こんにち通常はこの改訂版によって演奏・録音されることが多い。終楽章にはいくつかの引用楽句が認められ、なかでもグレゴリオ聖歌《怒りの日》とフランスの革命歌の旋律が目立っている。
1933年以降の数年間は、もっぱら実験的様式からの後退を示している。これは、この時期にスターリンの全体主義体制の下、「社会主義リアリズム」が国家の公式な芸術政策の方針として推進されたことが大きく影響している。しかしながら、職人的な技術の見事さはそれ以降も健在であった。この時期よりミャスコフスキーは、堅実な技法に支えられて新ロマン主義に傾くようになる。オイストラフに献呈された《ヴァイオリン協奏曲》はこの時期の作品である。ミャスコフスキーはこのほかに、ロストロポーヴィチの愛奏した《チェロ協奏曲》を作曲しており、さらに《抒情的小協奏曲》作品32を協奏曲の中に数えるなら、しめて3曲の協奏曲を作曲したことになる。この時期の、ヴァイオリン協奏曲を除いてもう一つの妥協のない作品は、単一楽章の《交響曲 第21番 嬰ヘ短調》作品51である。1940年に作曲され、同年モートン・グールドの指揮によって録音された。これは簡潔にして最も叙情的な作品で、1920年代とは大きくかけ離れた和声言語が認められる。

### 晩年：古典化の時代
翌1941年の《交響曲 第22番 ロ短調「バラード」》は、一部は第二次世界大戦の最初の数年間に着想されたのかもしれない。また同年には、プロコフィエフやハチャトゥリアンらとともに、カバルディノ＝バルカリア地方に疎開している。こういうわけで、プロコフィエフの《弦楽四重奏曲 第2番》やミャスコフスキー自身の《交響曲 第23番》および《弦楽四重奏曲第7番》に、揃ってカバルダ民謡が利用されたのである。
この頃に作曲されたソナタ楽章を含む作品群（交響曲や四重奏曲など）は、《交響曲 第24番》、《ピアノのためのソナチネ》、《弦楽四重奏曲 第9番》がある。これらは響きや作曲様式においてロマン主義的であり、その直接の影響は和声法や展開に如実に現れている。最後の2つの弦楽四重奏曲に認められるように、ミャスコフスキーは、じりじりとした神経症的なスケルツォを、臆することなく書いている（最後の出版作品となった《弦楽四重奏曲第13番》のスケルツォは変幻自在で、ほとんどキアロスクーロ画法のように対比付けられている）。《チェロ協奏曲》やロストロポーヴィチに献呈された《チェロ・ソナタ第2番》の場合に当てはまるように、全般的に切り詰められた手段によって、直接的でかなり濃密な表現が可能となっている。そこでは、スクリャービンやシェーンベルクが発想源でありえたような初期作品と同等の、実験的なものを喚起すべくもない。
このような後期様式に何かしらの一長一短があるのもやむを得まい。無論このようなことになったのは、部分的にであれ全体的にであれ、「ジダーノフ批判」のような攻撃をひらりとかわす必要があったからであろう。勿論かわしようのあるはずもなく、もう一度攻撃された末、ようやく没年に、それも没後に名誉回復された。ジダーノフ批判後の最晩年の作品はそれ以前にも増して保守的、復古的なものとならざるを得なかった。
1950年に逝去。40年もの長きにわたって出版された、作品番号にして87の楽曲を後世に残した。生前6度にわたってスターリン賞を受賞しており、この賞の獲得回数においてミャスコフスキーをしのぐ作曲家はいない。

## 影響力
ミャスコフスキーは多くの門弟を抱えた。1920年代からの20年間にミャスコフスキーの門人となった作曲家は、アラム・ハチャトゥリアンやロディオン・シチェドリン、ドミトリー・カバレフスキー、ヴィッサリオン・シェバリーン、さらに、アレクサンドル・ロクシーンやボリス・チャイコフスキー、エフゲーニー・ゴルーベフらがいる。ゴルーベフは教師で多産な作曲家であり、その門下にアルフレート・シュニトケがいる。

## 録音・演奏
演奏や録音の機会にあまり恵まれているとは言い難いが、交響曲第27番や吹奏楽のための交響曲第19番、チェロ・ソナタは比較的多い。ミャスコフスキーを敬愛していた指揮者としてエフゲニー・スヴェトラーノフが挙げられる。まだ現在のように再評価が進んでいなかった時期から彼の作品を積極的に取り上げていた。そして2001年に、現在唯一となる交響曲全集をリリースしている。その他、交響曲第21番は1940年代からよく知られており、ユージン・オーマンディらにしばしば演奏されている。

## 作品

### 交響曲
全27曲。
- 交響曲第1番ハ短調作品3 （1908年 3楽章 約40分）

1. Lento, ma non troppo - Allegro
2. Larghetto, quasi andante
3. Allegro assai e molto risoluto

- 交響曲第2番嬰ハ短調作品11（1911年 3楽章 約45分）

1. Allegro
2. Molto sostenuto (attacca)
3. Allegro con fuoco

- 交響曲第3番イ短調作品15（1914年 2楽章 約45分）

1. Non troppo vivo, vigoroso
2. Deciso e sdegnoso

- 交響曲第4番ホ短調作品17（1918年 3楽章 約40分）

1. Andante, mesto con sentimento
2. Largo, freddo e senza espressione
3. Allegro energico e marcato

- 交響曲第5番ニ長調作品18（1918年 4楽章 約40分）

1. Allegretto amabile
2. Lento, quasi andante - Andante
3. Allegro burlando
4. Allegro risoluto e con brio

- 交響曲第6番変ホ短調作品23（「革命」）（1923年 4楽章 約65分）-声楽つき

1. Poco Largamente ma allegro - Precipitato - Allegro feroce
2. Presto tenebroso - Andante moderato - Tempo I
3. Andante appasionato
4. Allegro vivace, quasi Presto

- 交響曲第7番ロ短調作品24（1922年 2楽章 約25分）

1. Andante sostenuto, calmo - Allegro minaccioso, poco stravagante
2. Andante - Allegro scherzando e tenebroso

- 交響曲第8番イ長調作品26（1925年 4楽章 約50分）

1. Andante - Allegro
2. Allegro risoluto e con spirito
3. Adagio
4. Allegro deciso -piu animato - tempo I

「ステンカ・ラージン」の物語に基づく。
- 交響曲第9番ホ短調作品28（1927年 4楽章 約40分）

1. Andante sostenuto
2. Presto
3. Lento molto
4. Allegro con grazia - Moderato pesante - Tempo I

第8番同様にステンカ・ラージンを題材とするらしい。
- 交響曲第10番ヘ短調作品30（1927年 単一楽章 約20分）

1. Un poco sostenuto

- 交響曲第11番変ロ短調作品34（1932年 3楽章 約35分）

1. Lento - Allegro agitato
2. Andante - Adagio, ma non tanto
3. Precipitato - Allegro

- 交響曲第12番ト短調作品35「十月」（1932年 3楽章 約35分）

1. Andante - Adagio severo -Allegro giocoso - Andante
2. Presto agitato
3. Allegro festivo e maestoso

- 交響曲第13番変ロ短調作品36（1933年 単一楽章 約20分）

1. Andante moderato

- 交響曲第14番ハ長調作品37（1933年 5楽章 約35分）

1. Allegro giocoso
2. Andantino, quasi allegretto - poco piu mosso - Tempo I
3. Quasi presto
4. Andante sostenuto
5. Allegro con fuoco

- 交響曲第15番ニ短調作品38（1935年 4楽章 約35分）

1. Andante - Allegro apassionato
2. Moderato assai
3. Allegro molto, ma con garbo
4. Poco pesante, Allegro ma non troppo

- 交響曲第16番ヘ長調作品39 （1936年 4楽章 約45分）

1. Allegro vivace
2. Andante e semplice, quasi allegretto
3. Sostenuto - Andante marciale, ma sostenuto
4. Tempo precedente - Allegro, ma non troppo

- 交響曲第17番嬰ト短調作品41（1937年 4楽章 約50分）

1. Lento - Allegro molto agitato
2. Lento, Assai - Andantino, ma non troppo
3. Allegro poco vivace
4. Andante - Allegro molto animato

- 交響曲第18番ハ長調作品42（1937年 3楽章 約25分）

1. Allegro risoluto
2. Lento, ma non troppo
3. Allegro giocoso

十月革命（ロシア革命）20周年記念。
- 交響曲第19番変ホ長調作品46（1939年 4楽章 約25分）

1. Maestoso - Allegro giocoso
2. Moderato
3. Andante serioso
4. Poco Maestoso - Vivo

赤軍創立21周年記念作品。吹奏楽のための交響曲。第2楽章は日本では一時、コマーシャルにも使われていた。
- 交響曲第20番ホ長調作品50（1940年 3楽章 約25分）

1. Allegro con spirito
2. Adagio
3. Allegro inquietto

- 交響曲第21番嬰ヘ短調作品51（「交響幻想曲」）（1940年 単一楽章 約15分）

1. Andante sostenuto - Allegro non troppo,ma non impeto - Tempo I

- 交響曲第22番ロ短調作品54「大祖国戦争についての交響バラード」（1941年 3楽章 約35分）

1. Lento - Allegro non troppo (attacca)  (Images of Peaceful Life Overshadowed Somtimes by Menaces)
2. Andante con duolo, quasi Adagio (attacca) (Listening to Horrors of War)
3. Allegro energico, ma non troppo vivo (And the Enemy trembled)

- 交響曲第23番イ短調作品56「北コーカサスの歌と踊りの主題による交響組曲」（1941年 3楽章 約35分）

1. Lento
2. Andante molto sostenuto
3. Allegretto Vivace

- 交響曲第24番ヘ短調作品63（1943年 3楽章 約35分）

1. Allegro deciso
2. Molto sostenuto
3. Allegro apassionato

- 交響曲第25番変ニ長調作品69（1946年 3楽章 約35分）

1. Adagio
2. Moderato
3. Allegro impetuoso

- 交響曲第26番ハ長調作品79「ロシアの主題による」（1948年 3楽章 約40分）

1. Andante sostenuto - Allegro
2. Andante quasi lento - Allegro giocoso - Tempo I (a dpppio meno mosso)
3. Adagio - Allegro maestoso

- 交響曲第27番ハ短調作品85（1949年 3楽章 約35分）

1. Adagio - Allegro animato
2. Adagio
3. Presto ma non troppo Marciale

#### シンフォニエッタ
- シンフォニエッタ 作品10
- 弦楽のためのシンフォニエッタ 作品32-2（1928/29年）
- シンフォニエッタ 作品68（1945/6年）

### 協奏曲
- フルート、クラリネット、ホルン、バスーン、ハープ、弦楽合奏のための叙情的小協奏曲 作品32-3（1928/29年）
- ヴァイオリン協奏曲ニ短調 作品44（1938年、改訂1939年） オイストラフに献呈
- チェロ協奏曲ハ短調 作品66（1944年）

### 管弦楽曲
- 序曲（1909年）
- 悲愴序曲 作品76（1947年）
- 交響詩『沈黙』作品9（1909/10年） ‐ ポーの『大鴉』を基とする
- 交響詩『アラストル』作品14（1912/13年）
- 室内楽のためのセレナード 作品32-1（1928/29年）

### 吹奏楽曲
- 祝典行進曲 変ロ長調（1930年）
- 劇的行進曲 ヘ長調（1930年）
- 《ヘ短調の行進曲》《ヘ長調の行進曲》 作品53（1941年）
- 劇的序曲 ト短調 作品60（1942年）

### 室内楽曲

#### 弦楽四重奏曲
番号付きは全13曲。
- 弦楽四重奏曲 ヘ長調（1907年）
- 弦楽四重奏曲 第1番 イ短調 作品33-1（1930年）
- 弦楽四重奏曲 第2番 ハ短調 作品33-2（1930年）
- 弦楽四重奏曲 第3番 ニ短調 作品33-3（1930年）
- 弦楽四重奏曲 第4番 ヘ短調 作品33-4（1937年）
- 弦楽四重奏曲 第5番 ホ短調 作品47（1938～39年）
- 弦楽四重奏曲 第6番 ト短調 作品49（1939～40年）
- 弦楽四重奏曲 第7番 ヘ長調 作品55（1941年）
- 弦楽四重奏曲 第8番 嬰ヘ短調 作品59（1942年）
- 弦楽四重奏曲 第9番 ニ短調 作品62（1943年）
- 弦楽四重奏曲 第10番 ヘ長調「古いノートから」作品67-1（1945年）
- 弦楽四重奏曲 第11番 変ホ長調「思い出」作品67-2（1945年）
- 弦楽四重奏曲 第12番 ト長調 作品77（1947年）
- 弦楽四重奏曲 第13番 イ短調 作品86（1949年）

#### チェロ・ソナタ
- 第1番 ニ長調 作品12 （1911年）
- 第2番 イ短調 作品81 （1948年、67歳）

### ピアノ・ソナタ
番号付きのものは全9曲。
- 第1番ニ短調作品6（1909年）
- 第2番 嬰ヘ短調作 品13（1912年）
- 第3番 ハ短調 作品19（1920年）
- 第4番 ハ短調 作品27（1925年）
- 第5番 ロ長調「古いノートから」作品64-1（1944年）
- 第6番 変イ長調「古いノートから」作品64-2（1944年）
- 第7番 ハ長調 作品82（1949年）
- 第8番 ニ短調 作品83（1949年）
- 第9番 ヘ長調 作品84（1949年）

### 声楽曲
- カンタータ『キーロフ万歳』作品61 （1942/43年）
- カンタータ『夜のクレムリン』作品75 （1947年）
- 歌曲

## 参考資料
- Alexei Ikonnikov, Myaskovsky: his life and work. Translated from the Russian. New York: Philosophical Library, 1946. Reprinted by Greenwood Press, 1969, ISBN 0837121582.
- Harlow Robinson, Sergei Prokofiev: A Biography, ISBN 1555535178 (new paperback edition) — referred to in main text.
- David Fanning, liner notes to Myaskovsky: Symphony No.6, Deutsche Grammophon 289 471 655-2.
- Philip Taylor, liner notes to Myaskovsky: Symphony No.27, Cello Concerto, Chandos 10025.
- Andrew Huth, liner notes to Tchaikovsky & Myaskovsky: Violin Concertos, Philips 289 473 343-2.